# NGC 2439
NGC 2439 ist die Bezeichnung eines offenen Sternhaufens im Sternbild Puppis. NGC 2439 hat einen Durchmesser von 9′ und eine scheinbare Helligkeit von 6,9 mag. Das Objekt wurde am 28. Januar 1835 von John Herschel entdeckt.